# Service de documentation et de sécurité
Le Service de documentation et de sécurité est un service de renseignement djiboutien créé en 1978.
Hassan Saïd Khaireh est à la tête de ce service depuis 1985. Il a succédé à Ismaïl Omar Guelleh, actuellement chef de l'État.